# غاريت هاينز
غاريت هاينز (بالإنجليزية: Garrett Hines)‏ هو متزلج جماعي أمريكي، ولد في 3 يوليو 1969 في شيكاغو في الولايات المتحدة.

## وصلات خارجية
- غاريت هاينز على موقع الاتحاد الدولي لألعاب القوى (الإنجليزية)
- غاريت هاينز على موقع IBSF (الإنجليزية)
- غاريت هاينز على موقع أوليمبيديا (الإنجليزية)